# 菅原石廬
菅原 石廬（すがわら せきろ、1934年11月28日 - 2010年11月13日）は、日本の篆刻家・彫刻家。篆刻を小林斗盦、彫刻を朝倉文夫に師事。本名、一廣（かずひろ）。字、大伯。石廬は号。斎号に鴨雄緑齋、憙研室あり。神奈川県出身。

## 略歴
- 1934年 - 神奈川県横須賀市に生まれる
- 1954年 - 小林斗盦に師事
- 1955年 - 日本書道美術院展 美術院賞 受賞、日展篆刻部 初入選、朝倉文夫に師事
- 1956年 - 謙慎展 謙慎賞 受賞、毎日書道展 毎日賞 受賞
- 1958年 - 日展彫刻部 初入選（以後10回）
- 1959年 - 謙慎展 顧問賞 受賞
- 1961年 - 日展篆刻部 特選・苞竹賞 受賞、日彫展 日彫賞 受賞
- 1962年 - 日彫展 日彫賞 受賞（2）
- 1966年 - 第七回現代日本美術展 入選（彫刻）
- 1967年 - 謙慎展 梅花賞 受賞
- 1971年 - 毎日展審査員（以後4回）
- 1972年 - 謙慎展 梅花賞 受賞（2）
- 1973年 - 日展 特選 受賞（2）
- 1975年 - 謙慎書道会常任理事・審査員 就任
- 1982年 - 日展審査員（初）
- 1983年 - 日展 会員、大東文化大学講師（〜1992年）
- 1984年 - 読売書法会理事・審査員・企画委員 就任（以降審査員10回）
- 1992年 - 埼玉大学講師（〜1993年）
- 1993年 - 日展審査員（2）
- 1994年 - 謙慎印会理事長 就任（1995年全日本篆刻連盟に合併、常任理事就任）
- 1995年 - 日展会員賞 受賞、西泠印社海外名誉社員 就任
- 1998年 - 東京学芸大学講師（〜2006年）
- 1999年 - 日展審査員（3）、全日本書道連盟理事、書美術振興会評議員 就任
- 2000年 - 日展評議員 就任、謙慎書道会総務 就任
- 2003年 - 全日本篆刻連盟副会長 就任
- 2004年 - 個展「菅原石廬篆刻展」開催（於GINZA TANAKAホール）
- 2006年 - 日展審査員（4）
- 2010年 - 急性呼吸不全により死去[1]、三田・玉鳳寺に埋葬される

## 主な作品
- 「尋行数墨」- 昭和36年日展　特選
- 「泥牛吼月」- 昭和48年日展　特選
- 「墨守成法」- 昭和63年日展
- 「臨難鋳兵」- 平成5年日展
- 「行百里者半九十」- 平成6年日展
- 「遊目騁懐」- 平成7年日展　会員賞
- 「変幻作態」- 平成12年日展
- 「尋常之溝無呑舟之魚」- 平成12年謙慎書道会展
- 「不若二耳之聴」- 平成14年謙慎書道会展
- 「觜廬都地」- 平成14年全日本篆刻連盟展
- 「斅顰」- 平成14年日展

## 著書

### 編著
- 『篆刻のてびき』（1991年、二玄社）
- 『鴨雄緑齋古璽印選』二帙十六冊原鈐印譜（1996年、菅原石廬）
- 『中国璽印集粹』一帙十六冊（1997年、二玄社）
- 『続篆刻のてびき』（2004年、二玄社）
- 『石廬印存　菅原石廬篆刻展作品集』（2004年、アートライフ社）
- 『鴨雄緑齋中国古璽印精選』（2004年、アートライフ社）

### 論考
- 「関于戦国璽及秦印中所見的仮借字」（『印学論談 西泠印社建社九十周年記念論文集』 1993年、西泠印社出版社）
- 「戦国璽秦印に見る仮借字について」（『大東書道研究』第二号、1994年、大東文化大学書道研究所）
- 「西漢の蛇鈕印（田字格）についての考察」（『大東書道研究』第三号、1995年、大東文化大学書道研究所）
- 「『中国璽印集粹』に見る諸官印概述」（『大東書道研究』第六号、1998年、大東文化大学書道研究所）
- 「有関『中国璽印集粹』中諸官印概述」（『西泠印社国際印学研討会論文集』 1998年、西泠印社出版社）

### 共編・共著
- 『書道辞典』（1975年、東京堂出版） - 中国古印関連の項目を担当
- 『中国古今名印選　呉昌碩』（1991年、NHK学園）
- 『読売書法講座１　篆隷書・篆刻』（1992年、読売新聞社）
- 『篆刻入門』（1994年、淡交社）
- 『篆隷名品選6　楊沂孫・楊峴・呉大澂』（2000年、二玄社）

### 寄稿
- 「西泠印社に於ける日本篆刻家作品聯展」（『書品』296号、1988年、東洋書道協会）
- 「中国古印雑感」（『書道研究』1990.5月号、1990年、芸術新聞社）
- 「篆刻のたのしみ」（『墨』85号、1990年、芸術新聞社）
- 「魅惑の石印材」（『墨スペシャル 文房四宝のすべて』 1992年、芸術新聞社）
- 「中国古印の鑑賞」（書道月刊誌「玄海」、1982-1989年、書道玄海社）
- 「明清の文人書画と遊印」（『墨』114号、1995年、芸術新聞社）
- 「中国古印コレクションとその鑑賞法」（『書に游ぶ』12号、2002年、クリエイティブアートとまと）
- 「中国古鏡の鑑賞」（書道月刊誌「玄海」、2002-2005年、書道玄海社）
- 「書家の仕事」（『墨』166号、2003年、芸術新聞社）